# Yannick Fortes
Yannick Stiven Fortes Pimenta (Mindelo, 17 de janeiro de 1995) é um ator, encenador e dramaturgo cabo-verdiano. 
Licenciou-se em Marketing pelo ISCEE. Em 2019, desloca-se para Lisboa e frequenta por um ano o Curso de Formação de Atores da In Impetus e em 2021 conclui o Mestrado em Artes Cénicas da Universidade Nova de Lisboa como bolseiro do Pró-Cultura.
Fundou em 2014 a Companhia de Teatro 50 Pessoa, onde encenou vários espetáculos, tendo representado Cabo Verde no Festival de Rabecas do Piauí e na V Mostra de Teatro dos Países de Língua Portuguesa em Macau. 
Venceu em 2022 o Concurso Nacional de Dramaturgia, promovido pelo Centro Cultural Português em Cabo Verde, que culminou no lançamento do livro Inquieta Revolução.
Foi co-fundador da Alaim e é desde 2017 membro da direção do Festival Mindelact.

## Formação académica
- Mestrado em Artes Cénicas[6] - Universidade Nova de Lisboa – 2022
- Licenciatura em Marketing - ISCEE - 2017